# Светско првенство у рагбију седам
Светско првенство у рагбију седам (енгл. Rugby World Cup Sevens) , је најважније међународно Рагби седам такмичење. Такмичење се одржава сваке четврте године од 1993. Најуспешније су биле селекције Фиџија и Новог Зеланда.

## Историја
Шкотланђани су измислили рагби седам. Рагби седам је олимпијски спорт. Победник светског првенства у рагбију седам, осваја трофеј Мелроуз куп. Трофеј је добио назив по месту Мелроуз, у ком је настао рагби седам. Прво светско првенство у рагбију седам одржано је 1993. у Шкотској.  Титулу је освојила Енглеска. Друго светско првенство у рагбију седам, је одржано у Хонг Конгу 1997. Титулу је освојио Фиџи. Треће светско првенство у рагбију седам, је одржано у Аргентини 2001. а титулу је освојио Нови Зеланд. Четврто светско првенство у рагбију седам је одржано у Хонг Конгу 2005. а трофеј је освојио Фиџи. Пето светско првенство у рагбију седам, је одржано у Уједињеним Арапским Емиратима 2009. а турнир је освојио Велс. Шесто светско првенство у рагбију седам, је одржано у Русији 2013. а титулу је освојио Нови Зеланд. Седмо светско првенство у рагбију седам ће се одржати у Сједињеним Америчким Државама 2018.
- Светско првенство у рагбију седам 1993. Финале Енглеска - Аустралија 21-17
- Светско првенство у рагбију седам 1997. Финале Фиџи - Јужна Африка 24-21
- Светско првенство у рагбију седам 2001. Финале Нови Зеланд - Аустралија 31-12
- Светско првенство у рагбију седам 2005. Финале Фиџи - Нови Зеланд 29-19
- Светско првенство у рагбију седам 2009. Финале Велс - Аргентина 19-12
- Светско првенство у рагбију седам 2013. Финале Нови Зеланд - Енглеска 33-0

### Списак репрезентација које нису освојиле медаљу, али су учествовале
- Арабијен гулф
- Канада
- Чиле
- Кукова острва
- Кинески Тајпеј
- Француска
- Грузија
- Италија
- Хонг Конг
- Јамајка
- Јапан
- Јужна Кореја
- Летонија
- Мароко
- Намибија
- Холандија
- Папуа Нова Гвинеја
- Филипини
- Португал
- Румунија
- Русија
- Шкотска
- Шпанија
- Тонга
- Тунис
- Уганда
- Уругвај
- Сједињене Америчке Државе
- Зимбабве

### Биланс медаља
| Ранг | Држава                                        | Злато | Сребро | Бронза | Укупно |
| 1    | Рагби 7 репрезентација Новог Зеланда          | 2     | 1      | 1      | 4      |
| 2    | Рагби 7 репрезентација Фиџија                 | 2     | 0      | 3      | 5      |
| 3    | Рагби 7 репрезентација Енглеске               | 1     | 1      | 1      | 3      |
| 4    | Рагби 7 репрезентација Јужноафричке Републике | 0     | 2      | 0      | 2      |
| 5    | Рагби 7 репрезентација Аргентине              | 0     | 1      | 1      | 2      |
| 6    | Рагби 7 репрезентација Велса                  | 1     | 0      | 0      | 1      |
| 7    | Рагби 7 репрезентација Аустралије             | 0     | 2      | 1      | 3      |
| 8    | Рагби 7 репрезентација Самое                  | 0     | 0      | 2      | 2      |
| 9    | Рагби 7 репрезентација Ирске                  | 0     | 0      | 1      | 1      |
| 10   | Рагби 7 репрезентација Кеније                 | 0     | 0      | 1      | 1      |

### Најбољи седмичари светских првенстава
- 1993. Лоренс Далаглио
- 1997. Ваисале Сереви
- 2001. Џона Лому
- 2005. Ваисале Сереви
- 2009. Тал Сели
- 2013. Тим Микелсон

## Светско првенство у рагбију седам 2018.
Светско првенство 2018., биће одржано у Сан Франциску.